# Cutan larva migrans
A cutan larva migrans (rövidítve CLM) az emberek bőrbetegsége, amelyet a horogférgek (Ancylostomatidae) családba tartozó különféle fonálféreg-paraziták lárvái okoznak. Ezek a paraziták kutyák, macskák és vadon élő állatok belében élnek, és nem tévesztendők össze a horogféreg-család többi tagjával, amelyeknek az emberek meghatározó gazdaszervezetei, nevezetesen az Ancylostoma duodenale és a Necator americanus.
Köznyelven kúszó kitörésnek nevezik, a viszkető érzés miatt a betegséget kissé kétértelműen „talajviszketésnek” vagy (az USA déli részén egyes területeken) „homokférgeknek” is nevezik, mivel a lárvák szeretnek homokos talajban élni. Egy másik népi név a vízvezeték-szerelő viszketése. A CLM orvosi kifejezés szó szerinti jelentése „vándorló lárvák a bőrben”.

## Tünetek
Intenzív pruritusú kiütést okoz, ez hasonlíthat görbe léziókhoz. A pruritus fájdalmas lehet, elvakarva másodlagos bakteriális fertőzést okozhat. Általában hetek, hónapok után spontán gyógyul, de ismert egy évig tartó fertőzés is. A tünetek súlyossága miatt azonban a fertőzöttek a spontán gyógyulás előtt kezelést keresnek. Megfelelő kezelés után a lárvák mozgása a bőrben véget ér, és a viszketés tiabendazol esetén kevesebb mint 48 óra után megszűnhet.
Nem tévesztendő össze a hasonló kután larva currensszel, melyet a Strongyloides stercoralis okoz. A larva currens is mozgó pruritusos kiütésekkel jelentkezik, de vándorlási sebessége óránként több centiméter, perianális fertőzés történhet székletből való autoinfekció miatt, és széles urticariás sáv jelentkezhet.

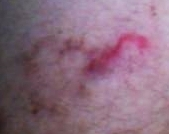
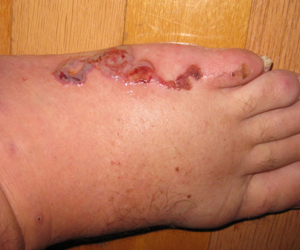

## Fordítás
Ez a szócikk részben vagy egészben  a   Cutaneous larva migrans című angol Wikipédia-szócikk fordításán alapul.  Az eredeti cikk szerkesztőit annak laptörténete sorolja fel. Ez a jelzés csupán a megfogalmazás eredetét és a szerzői jogokat jelzi, nem szolgál a cikkben szereplő információk forrásmegjelöléseként.